# Granfondo Milano-Sanremo
La Granfondo Milano-Sanremo è una granfondo di ciclismo che attraversa Lombardia, Piemonte e Liguria, con partenza da Milano e arrivo a Sanremo. Questa manifestazione cicloturistica amatoriale si svolge nel mese di giugno e ripercorre le medesime strade della Milano-Sanremo, la Classicissima di primavera dei professionisti.

## Storia
Nata nel 1971, per iniziativa dell'Unione Cicloturistica Sanremo, la Granfondo Milano–Sanremo, parte oggi dal centro congressi di Milanofiori, nel comune di Assago, per arrivare al traguardo di corso Garibaldi a Sanremo, nei pressi del centro congressi Palafiori.

## Percorso
Il percorso della Granfondo riprende l'itinerario seguito dalla  Milano-Sanremo professionisti del Centenario, con le salite del Turchino, della Cipressa e del Poggio di Sanremo, ma senza affrontare le Manie. Da Milanofiori ci si immette sulla strada statale pavese e si prosegue percorrendo la pianura lombarda e piemontese da Pavia a Voghera, Tortona, Novi Ligure sino ad arrivare ad Ovada ai piedi dell'Appennino. Da Ovada si procede verso Masone e si affronta la salita del Turchino, la prima delle salite affrontata dalla corsa dei professionisti.
Dopo la discesa, a Voltri (Genova) si raggiunge il mar Ligure. Da qui si percorre la strada statale Aurelia verso ponente, attraversando Arenzano, Varazze, Savona, Finale Ligure, Pietra Ligure, Loano sino a raggiungere la Riviera dei Fiori. Si attraversano le località balneari di Alassio, Andora, Diano Marina, Imperia, San Lorenzo al Mare, da dove si devia verso l'interno per affrontare la Cipressa, la seconda salita proposta dal percorso.
Si rientra sull'Aurelia nei pressi di Santo Stefano al Mare e si attraversa Arma di Taggia prima di affrontare la terza e più famosa salita, il Poggio di Sanremo.
Dal Poggio si scende verso il centro di Sanremo lungo il rettilineo di corso Cavallotti, bordeggiando le grandi ville della Belle Époque: Villa del Sole, Villa Nobel, Villa Ormond e Villa Zirio, per proseguire su corso Garibaldi dov'è posto l'arrivo.